# Эрскин, Роберт, 1-й лорд Эрскин
Роберт Эрскин (англ. Robert Erskine; умер между 7 сентября 1451 и 6 ноября 1452) — шотландский аристократ, 1-й лорд Эрскин приблизительно с 1438 года. Считается де-юре 13-м графом Маром.
Роберт Эрскин был сыном сэра Томаса Эрскина и Джанет Кейт. После 20 декабря 1400 года он женился на Элизабет Линдси, дочери Дэвида Линдси, 1-го графа Кроуфорда, и Элизабет Стюарт, внучке короля Шотландии Роберта II, и в этом браке родились:
- Томас[6];
- Кристиан, жена Патрика Грэма, 1-го лорда Грэма, и Уильяма Чартериса[7][8];
- Джанет, жена Уолтера Стюарта[4][9][10].

В конце XIX века комитет британской Палаты лордов постановил, что Эрскины с 1404 года должны считаться носителями титула графа Мара; соответственно Роберт стал посмертно 13-м графом из этой семьи.